# クインシー郡区 (アイオワ州アダムズ郡)
クインシー郡区は、アメリカ合衆国、アイオワ州、アダムズ郡にある12の郡区の一つである。2000年の国勢調査で、人口は1979人だった。

## 地理
クインシー郡区は、91.5平方キロメートル（35.34平方マイル)で、Corning（郡庁所在地）が含まれている。
アメリカ地質調査所によると、この郡区はOaklandとOld Queen CityとQueen CityとQuincyとWalnut Grove.の5つの霊園が含まれている。